# Lijst van studentenverenigingen in Leiden
Onderstaande is een (niet volledige) lijst van studentenverenigingen in Leiden.
| Vereniging                                              | Oprichtingsdatum                   | Status                               | Doelgroep/Instituut | Koepelorganisatie/Netwerk                                                                      | Ledental | Afbeelding |
| ------------------------------------------------------- | ---------------------------------- | ------------------------------------ | --- | ---------------------------------------------------------------------------------------------- | -------- | ---------- |
| Augustinus                                              | 3 mei 1893                         | Actief                               | Hogeschool Leiden Universiteit Leiden | (Aller Heiligen Convent) Intercity PKvV Leiden & LKvV                                          | 2200     |            |
| Catena                                                  | 11 februari 1952                   | Actief                               | Hogeschool Leiden ROC Leiden Universiteit Leiden                                                                                         | (Federatie van Unitates en Bonden) Zusterlijke Eenheid uit Saamhorigheid PKvV Leiden & LKvV    | 1000     |            |
| Minerva                                                 | 1839 / 1900 26 september 1973      | Actief                               | Hogeschool Leiden Universiteit Leiden | Algemene Senaten Vergadering PKvV Leiden & LKvV                                                | 2700     |            |
| Quintus                                                 | 18 januari 1979                    | Actief                               | Hogeschool Leiden Universiteit Leiden | Aller Heiligen Convent PKvV Leiden & LKvV                                                      | 1400     |            |
| SSR-Leiden                                              | 9 februari 1886                    | Actief                               | Hogeschool Leiden Universiteit Leiden | (Societas Studiosorum Reformatorum) PKvV Leiden & LKvV                                         | 1000     |            |
| AEGEE-Leiden                                            | 31 oktober 1985                    | Actief                               | Hogeschool Leiden Universiteit Leiden | AEGEE PKvV Leiden & LKvV                                                                       | 350      |            |
| DAC                                                     | augustus 2014                      | Actief                               | Hogeschool Leiden Universiteit Leiden | PKvV Leiden & LKvV                                                                             | 1000     |            |
| SIB-Leiden                                              | 30 november 1947                   | Actief                               | Hogeschool Leiden Universiteit Leiden | SIB-Nederland PKvV Leiden & LKvV                                                               | 400      |            |
| Het Duivelsei                                           | 20 april 1994                      | Actief                               | Hogeschool Leiden Universiteit Leiden | PKvV Leiden & LKvV                                                                             | 500      |            |
| A.S.V. Prometheus                                       | 27 september 1991                  | Actief                               | Hogeschool Leiden Universiteit Leiden | PKvV Leiden & LKvV                                                                             | 275      |            |
| Sleutelstam (Studentenscouting Leiden)                  | 1 juni 2017                        | Actief                               | Universiteit Leiden Hogeschool Leiden MBO studenten                                                                                      | Scouting Nederland Studentenscouting Nederland                                                 |          |            |
| GNSV Leiden                                             | September 2021                     | Actief                               | Universiteit Leiden, Hogeschool Leiden                                                                                                   | GNSV                                                                                           |          |            |
| Ichthus Leiden                                          |                                    | Actief                               | Universiteit Leiden Hogeschool Leiden | V.C.S. Ichthus Landelijk                                                                       |          |            |
| Navigators Studentenvereniging Leiden                   | 1991                               | Actief                               | Universiteit Leiden Hogeschool Leiden | Navigators Studentenverenigingen PKvV Leiden                                                   | 300      |            |
| Panoplia                                                | 1963                               | Actief als dispuut van C.S.F.R.      | Studenten van Gereformeerde Bond, Gereformeerde Gemeenten & Christelijke Gereformeerde Kerken                                            | Civitas Studiosorum in Fundamento Reformato                                                    | 130      |            |
| VGSL Franciscus Gomarus                                 | 7 mei 1957                         | Actief                               | Universiteit Leiden Hogeschool Leiden | Vereniging van Gereformeerde Studenten-Nederland                                               | 80       |            |
| Leids Studenten Koor en Orkest Collegium Musicum        | 1936                               | Actief                               | Universiteit Leiden | PKvV Leiden Koepelorgaan Nederlandse Studentenorkesten                                         | 150      |            |
| Studenten Muziekgezelschap Sempre Crescendo             | 8 december 1831                    | Actief                               | Universiteit Leiden | LSV Minerva PKvV Leiden Koepelorgaan Nederlandse Studentenorkesten                             | 175      |            |
| Practicum Musicae Orkest                                | 2019                               | Actief                               | Universiteit Leiden Koninklijk Conservatorium (Den Haag)                                                                                 | Koepelorgaan Nederlandse Studentenorkesten                                                     | 45       |            |
| E.L.S.Z.W.V. Aquamania                                  |                                    | Actief                               | Universiteit Leiden | PKvV Leiden                                                                                    |          |            |
| A.L.S.R.V. Asopos de Vliet                              | 1 oktober 1962                     | Actief                               | Universiteit Leiden | PKvV Leiden                                                                                    | 850      |            |
| Augustijnse Studenten Hockey Subvereniging              |                                    | Actief als ondervereniging           | LVVS Augustinus | LVVS Augustinus                                                                                |          |            |
| A.L.S.Z.V. De Blauwe Schuit                             | 8 november 1966                    | Actief                               | Universiteit Leiden | (VSL Catena) PKvV Leiden                                                                       | 300      |            |
| Darlequints                                             | 1990                               | Opgegaan in de Leidse Rugbyclub DIOK | ALSV Quintus LVVS Augustinus | (ALSV Quintus)                                                                                 |          |            |
| Harlequints SRC                                         | 10 november 1982                   | Opgegaan in het LSRG                 | ALSV Quintus LVVS Augustinus Haagsche Studenten Vereeniging                                                                              | (ALSV Quintus)                                                                                 |          |            |
| SDA Leidance                                            |                                    | Actief                               | Universiteit Leiden |                                                                                                |          |            |
| Leidse Studenten AlpenClub                              | 3 maart 1924                       | Actief                               | Universiteit Leiden Hogeschool Leiden | LSV Minerva                                                                                    | 120      |            |
| Leiden Arrows                                           |                                    | Actief                               | Universiteit Leiden |                                                                                                |          |            |
| Leidse Studenten Bobslee Club                           | 1979                               | Actief als ondervereniging           | LSV Minerva | LSV Minerva                                                                                    |          |            |
| Leidse Studenten Duikvereniging                         | 26 januari 1973                    | Actief                               | Universiteit Leiden | PKvV Leiden Nederlandse Onderwatersport Bond                                                   | 140      |            |
| Leidse Studs                                            | 15 augustus 1986                   | Actief als ondervereniging           | LSV Minerva | LSV Minerva                                                                                    |          |            |
| Leidsch Studenten Rugby Gezelschap                      | 1960 bij Minerva 1995 fusie (open) | Actief                               | Universiteit Leiden | (LSV Minerva)                                                                                  |          |            |
| Leidsche Studenten Cricket Club                         | 1883                               | Actief als ondervereniging           | LSV Minerva | LSV Minerva                                                                                    |          |            |
| Leidse Studenten Voetbal Vereniging '70                 |                                    | Actief                               | Universiteit Leiden |                                                                                                |          |            |
| Leidse Studenten Scherm Vereniging                      |                                    | Actief                               | Universiteit Leiden |                                                                                                |          |            |
| A.L.S.K.V. Levitas                                      | 1969                               | Actief                               | Universiteit Leiden | PKvV Leiden                                                                                    | 120      |            |
| LUSV Badminton                                          |                                    | Actief                               | Universiteit Leiden |                                                                                                |          |            |
| LUSV Basketball                                         |                                    | Actief                               | Universiteit Leiden |                                                                                                |          |            |
| KSRV Njord                                              | 1874                               | Actief                               | Universiteit Leiden | (Leidsche Studenten Corps) LSV Minerva & PKvV Leiden                                           |          |            |
| S.W.V. Plankenkoorts                                    |                                    | Actief                               | Universiteit Leiden | PKvV Leiden                                                                                    |          |            |
| K.L.S.V.t.V.O.i.d.W. Pro Patria                         | 3 november 1866                    | Actief als ondervereniging           | LSV Minerva | LSV Minerva Studenten Weerbaarheden Convent                                                    |          |            |
| S.T.V. Qravel                                           |                                    | Actief                               | Universiteit Leiden | (ALSV Quintus)                                                                                 |          |            |
| Quintersport                                            |                                    | Actief als ondervereniging           | ALSV Quintus | ALSV Quintus                                                                                   |          |            |
| Studenten Poloclub Leiden                               | 1987                               | Actief als ondervereniging           | LSV Minerva | LSV Minerva                                                                                    |          |            |
| SKC                                                     | 1 september 1969                   | Actief                               | Universiteit Leiden | (SSR-Leiden)                                                                                   | 215      |            |
| Skateology                                              |                                    | Actief                               | Universiteit Leiden |                                                                                                |          |            |
| L.S.S.G 'De Skeve Skaetsch'                             | 2006                               | Actief als ondervereniging           | LSV Minerva | LSV Minerva                                                                                    |          |            |
| L.S.H. Thor                                             |                                    | Actief                               | Universiteit Leiden |                                                                                                |          |            |
| Leidse Universitaire Hardloopvereniging "Currimus"      | 2007                               | Actief                               | Universiteit Leiden Hogeschool Leiden | Leiden Atletiek                                                                                |          |            |
| L.P.S.V. „Aesculapius”                                  | 16 nov. 1885                       | Actief                               | Universiteit Leiden - Bio-Farmaceutische Wetenschappen en Farmacie                                                                       | Koninklijke Nederlandse Pharmaceutische Studenten Vereniging                                   | 1200     |            |
| Albion Association                                      |                                    | Actief                               | Universiteit Leiden - Engels |                                                                                                |          |            |
| Bestuurskundige Interfacultaire vereniging Leiden (BIL) | 22 mei 1985                        | Actief                               | Universiteit Leiden - Bestuurskunde | Landelijk Overlegorgaan Bestuurskundeverenigingen                                              | 1250     |            |
| Broederschap der Notariële Studenten te Leiden          | 20 maart 1960                      | Actief                               | Universiteit Leiden - Notarieel Recht | Broederschap der Notariële Studenten                                                           |          |            |
| Chemisch Dispuut Leiden                                 | 20 mei 1926                        | Actief                               | Universiteit Leiden - Molecular science and technology & Chemistry                                                                       | Studenten Overleg Chemische Technologie en Chemie Koninklijke Nederlandse Chemische Vereniging | 500      |            |
| Collegium Classicum c.n. M.F.                           | 5 nov. 1913                        | Actief                               | Universiteit Leiden - Griekse en Latijnse Taal en Cultuur                                                                                |                                                                                                | 60       |            |
| Corpus Delicti                                          | 21 juli 2003                       | Actief                               | Universiteit Leiden - Criminologie |                                                                                                | 850      |            |
| De Leidsche Flesch                                      | 25 apr. 1923                       | Actief                               | Universiteit Leiden - Natuurkunde, sterrenkunde, wiskunde en informatica                                                                 | Studenten Physica in Nederland, Wiskunde en Informatica Studieverenigingen Overleg             | 2200     |            |
| S.V.K. Dokkaebi                                         | 1 maart 2022                       | Actief                               | Universiteit Leiden - Koreastudies |                                                                                                |          |            |
| ELSA Leiden                                             |                                    | Actief                               | Universiteit Leiden - Rechten | European Law Students' Association                                                             | 700      |            |
| Emile                                                   |                                    | Actief                               | Universiteit Leiden - Pedagogische wetenschappen                                                                                         |                                                                                                |          |            |
| EUreka                                                  |                                    | Actief                               | Universiteit Leiden - Europese Unie Studies                                                                                              |                                                                                                |          |            |
| Fortuna                                                 |                                    | Actief                               | Universiteit Leiden - Liberal Arts & Sciences (Campus Den Haag)                                                                          |                                                                                                |          |            |
| FDL Gibalaux                                            | 1993                               | Actief                               | Universiteit Leiden - Franse taal en cultuur                                                                                             |                                                                                                |          |            |
| Societas Iuridica 'Grotius’                             | 16 nov. 1917                       | Opgegaan in JFV Grotius              | Universiteit Leiden - Rechten |                                                                                                |          |            |
| JFV Grotius                                             | 16 nov. 1917                       | Actief                               | Rijksuniversiteit Leiden - Rechten | Landelijk Overleg Juridische Faculteitsverenigingen                                            | 5000     |            |
| Historische Studievereniging Leiden (HSVL)              | 3 juli 1989                        | Actief                               | Universiteit Leiden - Geschiedenis | Studenten Geschiedenis Nederland                                                               | 1600     |            |
| Interlatina                                             |                                    | Actief                               | Universiteit Leiden - Latijns-Amerikastudies                                                                                             |                                                                                                |          |            |
| International Studies Student Association               |                                    | Actief                               | Universiteit Leiden - MA International Studies                                                                                           |                                                                                                |          |            |
| Itiwana                                                 |                                    | Actief                               | Universiteit Leiden - Antropologie |                                                                                                |          |            |
| Juridische Faculteit der Leidse studenten               |                                    | Overgegaan in de V.J.S.L.            | Rijksuniversiteit Leiden - Rechten |                                                                                                |          |            |
| Juridische Faculteitsvereniging Appèl                   | 1996                               | Opgegaan in JFV Grotius              | Rijksuniversiteit Leiden - Rechten |                                                                                                |          |            |
| Kring der Psychologiestudenten                          | apr. 1948                          | Opgegaan in Labyrint                 | Rijksuniversiteit Leiden - Psychologie                                                                                                   |                                                                                                |          |            |
| Labyrint                                                | 30 juni 1994                       | Actief                               | Universiteit Leiden - Psychologie |                                                                                                | 4000     |            |
| Leidse Biologen Club                                    | 28 november 1923                   | Actief                               | Universiteit Leiden - Biologie |                                                                                                | 1000     |            |
| LIFE                                                    |                                    | Actief                               | Universiteit Leiden - Life science and technology (i.s.m. Delft)                                                                         |                                                                                                |          |            |
| Leidse Kunsthistorische Vereniging                      |                                    | Actief                               | Universiteit Leiden - Kunstgeschiedenis                                                                                                  |                                                                                                |          |            |
| Leidse Vereniging voor Bedrijfsrecht                    |                                    | Actief                               | Universiteit Leiden - Bedrijfsrecht |                                                                                                |          |            |
| Medische Faculteit der Leidse Studenten                 | 1912                               | Actief                               | Universiteit Leiden - Geneeskunde en biomedische wetenschappen                                                                           |                                                                                                | 2400     |            |
| Maktub                                                  | 25 nov. 2004                       | Actief                               | Universiteit Leiden - Film- en literatuurwetenschap                                                                                      |                                                                                                |          |            |
| Mordenate College                                       | 4 nov. 1988                        | Actief                               | Universiteit Leiden - Rechten |                                                                                                | 500      |            |
| MOST                                                    |                                    | Actief                               | Universiteit Leiden - Russische studies (Slavistiek en Ruslandkunde)                                                                     |                                                                                                |          |            |
| L.S.A. Mugusa                                           | 17 maart 2023                      | Actief                               | Universiteit Leiden - African Studies (BA, MA, ResMA) & alle studenten in Nederland met een interesse in Afrika                          |                                                                                                |          |            |
| Nexus                                                   | 4 nov. 1987                        | Opgegaan in Labyrint                 | Rijksuniversiteit Leiden - Psychologie                                                                                                   |                                                                                                |          |            |
| NNP                                                     |                                    | Actief                               | Universiteit Leiden - Nederlandse Taal en Cultuur                                                                                        |                                                                                                |          |            |
| Pecunia non Olet                                        |                                    | Actief                               | Universiteit Leiden - Fiscaal Recht |                                                                                                |          |            |
| Permai                                                  |                                    | Actief                               | Universiteit Leiden - Indonesisch |                                                                                                |          |            |
| Dispuut Pleyte                                          | 6 juni 1975                        | Actief                               | Universiteit Leiden - Oude Nabije Oostenstudies (voorheen Egyptologie)                                                                   |                                                                                                |          |            |
| Quisque Suis Viribus                                    | 19 feb. 1841                       | Actief                               | Universiteit Leiden - Godsdienstwetenschappen                                                                                            |                                                                                                |          |            |
| Res Publica                                             |                                    | Actief                               | Universiteit Leiden - Staats- en Bestuursrecht                                                                                           |                                                                                                |          |            |
| Sheherazade Leiden                                      |                                    | Actief                               | Universiteit Leiden - Midden-Oostenstudies                                                                                               |                                                                                                |          |            |
| SBR Leiden                                              |                                    | Actief                               | Universiteit Leiden - Recht & Bedrijfswetenschappen, Recht & Economie, International Business Law, Ondernemingsrecht en Financieel recht |                                                                                                |          |            |
| SOLeiden                                                |                                    | Actief                               | Universiteit Leiden - Internationale ontwikkelingssamenwerking                                                                           |                                                                                                |          |            |
| Sophia Aeterna                                          | 21 maart 2012                      | Actief                               | Universiteit Leiden - Griekse en Latijnse Taal en Cultuur                                                                                |                                                                                                |          |            |
| SPIL                                                    | 1981                               | Actief                               | Universiteit Leiden - Politicologie | Platform voor Politicologen                                                                    | 1250     |            |
| Symposion                                               |                                    | Actief                               | Universiteit Leiden - wijsbegeerte |                                                                                                |          |            |
| Studiekring over Strafrecht                             |                                    | Actief                               | Universiteit Leiden - Straf- en strafprocesrecht                                                                                         |                                                                                                |          |            |
| SVS                                                     |                                    | Actief                               | Universiteit Leiden - Sinologie |                                                                                                |          |            |
| L.V.S.J. Tanuki                                         | 14 februari 1982                   | Actief                               | Universiteit Leiden - Japanstudies |                                                                                                | 550      |            |
| Terra                                                   |                                    | Actief                               | Universiteit Leiden - Archeologie |                                                                                                |          |            |
| T.F.L.S.                                                |                                    | Actief                               | Universiteit Leiden - Religiewetenschappen                                                                                               |                                                                                                |          |            |
| T.W.I.S.T.                                              |                                    | Actief                               | Universiteit Leiden - Vergelijkende (Indo-Europese) taalwetenschap en algemene taalwetenschap                                            |                                                                                                |          |            |
| Vereniging voor Juridische Studenten te Leiden          | 9 apr. 1974                        | Opgegaan in J.F.V. Appèl             | Rijksuniversiteit Leiden - Rechten |                                                                                                |          |            |
| VIML                                                    |                                    | Actief                               | Universiteit Leiden - Internationaal Management                                                                                          |                                                                                                |          |            |